# Robertsfors (comuna)
Robertsfors (em sueco: Robertsfors kommun) é uma comuna da Suécia localizada no condado de Bótnia Ocidental. Sua capital é a cidade de Robertsfors. Possui 1 292 quilômetros quadrados e segundo censo de 2018, havia 6 762 habitantes.